# Otachon Latifi
Otachon Latifi, född 1936 död 22 september 1998, var en tadzjikistansk oppositionsledare. Han mördades utanför sitt hem i Dusjanbe 22 september 1998.